# ولادیمیر ژانکلویچ
ولادیمیر ژانکلویچ (به فرانسوی: Vladimir Jankélévitch) (۱۳ اوت ۱۹۰۳–۶ ژوئن ۱۹۸۵) فیلسوف و موسیقی‌شناس اهل فرانسه بود. 

## زندگی
پدر و مادر ژانکلویچ از یهودیان روسیه بودند که به فرانسه مهاجرت کرده بودند. او در ۱۹۲۲ به اکول نرمال سوپریور در پاریس رفت و در محضر آنری برگسون به آموختن فلسفه پرداخت و در ۱۹۲۴ با راهنمایی امیل بریه رساله‌اش را با عنوان قرارداد: دیالکتیک ارائه نمود و در ۱۹۳۳ در محضر شلینگ رسالهٔ دکترایش را نوشت. سپس در دانشگاه‌های متعددی از جمله دانشگاه تولوز به تدریس پرداخت. او در ۱۹۴۱ به مقاومت فرانسه پیوست و پس از جنگ نیز در دانشگاه‌های پاریس و دانشگاه پانتئون-سوربن به تدریس اشتغال یافت.